# Провулок Якова Шульгина
Прову́лок Я́кова Шульгина́ — провулок у Святошинському районі міста Києва, місцевість Біличі. Пролягає від вулиці Володимира Шульгина до тупика.

## Історія
Провулок виник у 60-х роках XX століття під назвою Нова вулиця. З 1966 року набув назву провулок Івана Федька, на честь радянського військового діяча Івана Федька.
Сучасна назва на честь українського історика, педагога, громадсько-культурного діяча Якова Шульгина — з 2015 року.